# Michael Richards

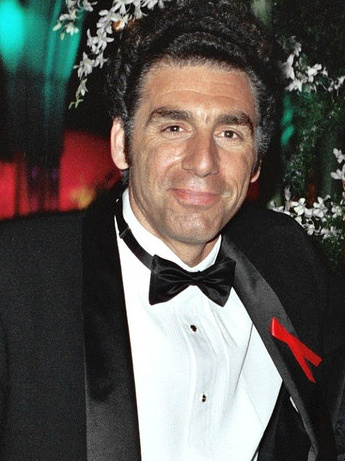
Michael Richards (1993)

Michael Anthony Richards (* 24. Juli 1949 in Culver City, Kalifornien) ist ein US-amerikanischer Schauspieler und ehemaliger Stand-up-Comedian.

## Werdegang
1989 spielte er in Weird Al Yankovics erstem Kinofilm UHF – Sender mit beschränkter Hoffnung die Rolle des Stanley Spadowski, eines tollpatschigen Putzmannes, der eine kleine TV-Station mit seiner Clownshow im Kinderprogramm rettet. Von 1989 an übernahm er in Seinfeld – einer der erfolgreichsten Sitcoms aller Zeiten – die Rolle des Cosmo Kramer, eines Exzentrikers und Lebenskünstlers, der unter anderem durch seinen Kleidungsstil auffällt. Dafür erhielt er 1993, 1994 und 1997 jeweils einen Emmy als bester Nebendarsteller in einer Comedyserie sowie 1995, 1997 und 1998 insgesamt drei Screen Actors Guild Awards in verschiedenen Kategorien. Für seine Rolle des Danny Lidz in Diane Keatons Komödie Entfesselte Helden wurde er 1996 für den American Comedy Award als lustigster Nebendarsteller in einem Spielfilm nominiert.
Bei einem Auftritt als Stand-up-Comedian im Comedy-Club Laugh Factory in West Hollywood beschimpfte Richards im November 2006 einen Zwischenrufer während eines langen Wutausbruchs mehrfach als „Nigger“ und refenzierte rassistische Lynchjustiz mit den Worten „50 years ago we'd have you upside down wit a fucking fork up your ass“. Ein Zuschauer filmte die Situation. Später entschuldigte sich Richards dafür in der Late Show with David Letterman und beendete seine Karriere als Comedian.
Seit diesem Skandal bekam Richards kaum noch Rollenangebote. Sein erstes größeres Projekt seither war eine Hauptrolle in der Sitcom Kirstie mit Kirstie Alley. Die Serie wurde vom 4. Dezember 2013 bis zum 26. Februar 2014 auf TV Land ausgestrahlt, und nach einer Staffel mit 12 Folgen abgesetzt.
Richards war von 1974 bis 1992 mit Cathleen Lyons verheiratet, mit der er eine Tochter hat. Seit 2002 ist er mit Beth Skipp liiert, die er 2010 heiratete und mit der er einen Sohn hat.

## Filmografie (Auswahl)
- 1982: Küß mich, Doc! (Young Doctors in Love)
- 1984: T.V. – Total verrückt (The Ratings Game)
- 1984–1985: Chefarzt Dr. Westphall (St. Elsewhere, Fernsehserie, 5 Folgen)
- 1985: Agentin mit Herz (Fernsehserie, Weisses Gift, Folge 2x18)
- 1985: Reise nach Transsilvanien (Transylvania 6-5000)
- 1985: Cheers (Fernsehserie, Folge 3x18)
- 1986: Miami Vice (Fernsehserie, Folge 2x19)
- 1986: Die Bombe fliegt (Whoops Apocalypse)
- 1989: UHF – Sender mit beschränkter Hoffnung (UHF)
- 1989–1998: Seinfeld (Fernsehserie, 171 Folgen)
- 1990: So ein Satansbraten (Problem Child)
- 1993: Die Coneheads (Coneheads)
- 1994: Airheads
- 1995: Entfesselte Helden (Unstrung Heroes)
- 1997: Noch dümmer (Trial and Error)
- 2009: Lass es, Larry! (Fernsehserie)
- 2013–2014: Kirstie (Fernsehserie, 12 Folgen)
- 2014: Comedians auf Kaffeefahrt  (Fernsehserie, 3 Folgen)
- 2019: Faith, Hope & Love